# نظریه خودمختاری
نظریه خودمختاری (انگلیسی: Self-determination theory) STD یک نظریه کلان در مورد انگیزه و شخصیت انسان است که به گرایش‌های رشد ذاتی افراد و نیازهای روانی ذاتی افراد مربوط می‌شود و یکی از پیامدهای جدید نظریه خودشکوفایی مزلو محسوب می‌شود.
این نظریه اعلام می‌دارد افراد از گرایش فطری ابراز کردن تمایلات و به کار بردن استعدادها، قابلیت ها و غلبه کردن بر چالش‌ها برخوردارند. تمرکز فرد بر انگیزش درونی به خودمختاری کمک می‌کند، به این صورت که فرد به خاطر علاقه و چالش خود فعالیت، نه به خاطر پاداش بیرونی، آن را انجام می‌دهد (انگیزش بیرونی عبارت است از انجام دادن فعالیت‌هایی فقط به خاطر پاداش‌های بیرونی مانند تحسین و ترفیع). بین مفاهیم انگیزش درونی و توصیف مزلو از خودشکوفایی شباهت‌هایی وجود دارد و هر دو به تحقق بخشیدن استعداد و توانایی‌های فرد به منظور ارضای درونی و نه پاداش بیرونی، مربوط می‌شوند.
این نظریه سه نیاز اصلی را مشخص میکند که از طریق ارضای این نیازها می‌توان به حالت بهزیستی دست یافت:
1. شایستگی: نیاز به اینکه احساس کنیم می‌توانیم بر تکالیف دشوار تسلط یابیم.
2. استقلال: آزادی عمل کردن مطابق با تمایلات، نیازها و ارزش‌های خودمان
3. ارتباط: نیاز به احساس کردن ارتباط نزدیک با دیگران

تحقیقات نشان داده‌اند که ارضای این نیازها و تمرکز بر انگیزش درونی با عزت نفس بالا و خودشکوفایی همبستگی مثبت دارد.